# 리정다오
리정다오(중국어: 李政道, 병음: Lǐ Zhèngdào, 영어: Tsung-Dao Lee, 1926년 11월 24일~2024년 8월 4일) 박사는 중국 태생의 미국 물리학자이다. 약한 상호작용이 반전성을 위반한다는 사실을 제안하였고, 이 공로로 양전닝과 노벨 물리학상을 수상하였다. 이 말고도 리 모형(Lee model), 상대론적 중이온 물리학, 솔리톤 이론에 대해서도 연구하였다.

## 생애
리 가족의 원적지는 장쑤성 쑤저우이지만, 리정다오는 중국 상하이 시에서 태어났다. 아버지 리쥔캉(중국어 간체자: 李骏康, 정체자: 李駿康, 병음: Lǐ Jùnkāng)은 난징 대학 제 1기 졸업생이었으며, 화학 비료를 전공하는 화학공학자이자 상인이었다. 종조부(작은할아버지) 리중탄(중국어: 李仲覃, 병음: Lǐ Zhòngtán)은 쑤저우 시 최초의 로마 가톨릭교회 사제(rector)였다.
고등학교를 졸업한 후 1943년에 저장성 항저우시 저장 대학 화학과에 입학하였지만 곧 물리학과로 옮겼다. 1944년에 중일 전쟁 때문에 학업을 중단하였다. 1945년에 윈난성 쿤밍 시에 있는 시난 연합대학 물리학과에 입학하였고, 3학년 때인 1946년 말 장학금을 받고 미국 시카고 대학교 물리학과 대학원 과정으로 진학, 엔리코 페르미 아래 1950년 초 물리학 박사 학위를 취득하였다.
캘리포니아 대학교 버클리에 1950~1951년에 조교수로 있었으며, 1953년에 컬럼비아 대학교에 교수로 취직하였다. 그가 컬럼비아 대학교에서 처음 시작한 일은 오늘날 리 모형(Lee model)이라고 알려진, 정확히 풀 수 있는 양자장론의 일종이었다.
리정다오는 곧 입자 물리학의 케이온 붕괴 문제에 관심을 가지기 시작하였다. 리정다오는 1956년 초에 이 문제를 해결하는 단서가 반전성 대칭의 위반이라는 것을 깨달았고, 1956년에는 양전닝과 함께 약한 상호작용이 반전성을 깰 수 있다는 가능성을 제기하였다. 리정다오 박사의 제안으로, 스타인버거(Steinberger) 박사가 이에 대하여 하이페리온(hyperion)의 붕괴를 사용한 실험을 행하였고, 이 결과 표준 편차의 2배수 범위의 결과를 얻었다. 이에 고무되어, 리정다오는 양전닝을 포함한 동료들과, 약한 상호작용에서 가능한 P 대칭, T 대칭, C 대칭과 CP 위반에 대한 체계적 연구를 하였다. 컬럼비아 대학교의 동료 연구원 우젠슝(Chien-Shiung Wu)이 약한 상호작용이 실제로 반전성을 깬다는 사실을 명백히 증명함에 따라, 이 공로로 리정다오와 양전닝은 1957년 노벨 물리학상을 수상하였고, 우젠슝은 1978년 울프 상을 수상하였다.
노벨상 수상 당시 리정다오는 31세로, 노벨상 수상자 중에서 1915년 25세에 수상했던 윌리엄 로런스 브래그 박사에 이어 두 번째로 젊은 나이에 수상한 사람이다. 리정다오와 양전닝 박사는 최초의 중국인 노벨상 수상자이다.
리정다오 박사는 1962년 미국 시민권을 취득하였다. 이후 1994년부터 1996년까지는 자신의 출생국가였던 중화인민공화국에 학술자로 초청되어 1994년 2월부터 이듬해 1995년 2월까지 저장 대학교 특임교수를 지냈고 1995년 2월부터 1년 후 1996년 2월까지 칭화 대학교 특임교수를 지냈다.
그는 노벨상을 받은 지 50년이 지난 2007년의 노벨상 수상식에 스웨덴 왕립 과학원에 의해 초대받았다.

## 학력
- 1932년~1943년: 중화민국 장시성 간저우 장시 고등학교 졸업
- 1943년~1944년: 중화민국 저장성 항저우 저장 대학 물리학과 중퇴
- 1944년~1945년: 중화민국 윈난성 쿤밍 시난 연합대학교 물리학과 중퇴
- 1946년~1950년: 미국 시카고 대학교 대학원 물리학과 졸업 (이학박사)

## 수상 및 명예 학위
- 노벨 물리학상 (1957)
- 알베르트 아인슈타인 상 (1957)
- G. Bude Medal, Collège de France (1969, 1977)
- Galileo Galilei Medal (1979)
- Order of Merit, Grande Ufficiale, Italy (1986)
- Oskar Klein Memorial Lecture and Medal (1993)
- Science for Peace Prize (1994)
- China National-International Cooperation Award (1995)
- Matteucci Medal (1995)
- 소행성 3443에 3443 Leetsungdao라고 이름 붙여짐 (1997)
- New York City Science Award (1997)
- Pope Joannes Paulus Medal (1999)
- Ministero dell'Interno Medal of the Government of Italy (1999)
- New York Academy of Science Award (2000)
- The Order of the Rising Sun, Gold and Silver Star, Japan (2007)

- 미국 컬럼비아 대학교 명예 이학박사
- 중화인민공화국 베이징 칭화 대학교 명예 이학박사

## 저서
- Lee, T.D. (1981). 《Particle Physics and Introduction to Field Theory》. Newark: Harwood Academic Publishers. ISBN 3718600323.
- Lee, T.D.; Feinberg, G. (1986). 《Selected Papers, Vols 13》. Boston; Basel; Stuttgart: Birkhauser. ISBN 0817633448.
- Lee, T.D. (1988). 《Ed. R. Novick: Thirty Year's Since Parity Nonconservation》. Boston; Basel; Stuttgart: Birkhauser. ISBN 0817633758.
- Lee, T.D. (1988). 《Symmetries, Asymmetries, and the World of Particles》. Seattle: University of Washington Press. ISBN 0295965193.
- Lee, T.D.; Ren, H. C.; Pang, Y. (1998). 《Selected Papers, 1985-1996》. Amsterdam: Gordon and Breach. ISBN 9056996096.